# Лаїлаші
Лаїлаші (груз. ლაილაში) — село в Грузії.
За даними перепису населення 2014 року в селі проживає 262 особи.